# Капрети (Бергамо)
Капрети је насеље у Италији у округу Бергамо, региону Ломбардија.
Према процени из 2011. у насељу је живело 16 становника. Насеље се налази на надморској висини од 497 м.